# Болбас, Валерий Сергеевич
Валерий Сергеевич Болбас (род. 2 января 1950, деревня Оземля, Октябрьский район, Гомельская область, БССР, СССР) — белорусский педагог, доктор педагогических наук, профессор. Заслуженный деятель науки, основоположник научно-педагогической школы по этнопедагогике Беларуси. Награждён медалью Франциска Скорины (2024).

## Биография

### Ранние годы и образование
Родился 2 января 1950 года в деревне Оземля Октябрьского района Гомельской области. Его отец, Сергей Миронович, был ветераном  Великой Отечественной войны и работал педагогом, что оказало влияние на профессиональный выбор будущего учёного.
В 1966 году поступил на механико-математический факультет  Гомельского государственного университета, который окончил в 1970 году с квалификацией «учитель математики средней школы». Несмотря на предложения продолжить обучение в аспирантуре, предпочёл сначала получить практический педагогический опыт.

### Педагогическая деятельность
С 1970 года работал учителем математики в Поречской средней школе Октябрьского района. В 1972 году назначен заместителем директора Октябрьской средней школы № 1 по воспитательной работе.
В 1975 году стал заведующим отделом культуры Октябрьского райисполкома. В конце 1980-х годов избирался депутатом  Гомельского областного Совета.
С 1984 года возглавлял Октябрьскую среднюю школу № 2, проявив себя как эффективный руководитель образовательного учреждения.

### Научная карьера
В 1993 году защитил кандидатскую диссертацию на тему «Прогрессивные нравственно-воспитательные идеи представителей белорусской педагогической и общественной мысли XVI—XVII вв.» в Гомельском государственном университете.
С 1994 года работает в  Мозырском государственном педагогическом университете имени И. П. Шамякина, пройдя путь от преподавателя до первого проректора.
- 1996—1998 — заведующий кафедрой педагогики
- 1998—2000 — проректор по научной работе
- 2000—2002 — проректор по учебной работе
- 2002—2017 — первый проректор университета
- с 2017 года — профессор кафедры педагогики

В 2016 году защитил докторскую диссертацию «Этыка-педагагічная думка Беларусі Х—XVIII стст.: генезіс і пераемнасць развіцця» («Этико-педагогическая мысль Беларуси X—XVIII вв.: генезис и преемственность развития»).

## Научная деятельность

### Область исследований
Основные направления научной деятельности:
- этнопедагогика Беларуси;
- история педагогики с древнейших времён до XVIII века;
- этническая педагогика белорусов;
- народная педагогика Полесского региона.

### Научная школа
Является основателем и руководителем научно-педагогической школы по этнопедагогике Беларуси. Под его руководством в университете функционирует научно-исследовательская лаборатория этнопедагогики и истории педагогики Мозырского Полесья.
Преподаёт дисциплины: педагогика, история педагогики, этнопедагогика, сравнительная педагогика, методы и методология социально-педагогических исследований.

### Публикации
Автор более 230 научных работ. Основные труды посвящены изучению этико-педагогической мысли Беларуси, анализу воспитательного потенциала народной педагогики и исследованию этнопедагогических традиций белорусского народа.
Основные монографии:
- Ідэі маральнага выхавання ў педагагічнай думцы Беларусі эпохі Адраджэння (XVI—XVII ст.) (1996, 1998)
- Этыка-педагагічная думка Беларусі (са старажытнасці да XVIII ст.) (2004)
- Этычная педагогіка беларусаў (2004)
- Эстэтычная педагогіка беларусаў (2011, в соавторстве с І. С. Сычовой)
- Народная педагогіка Мазырскага Палесся (2012, в соавторстве с І. С. Сычовой)

### Концептуальные разработки
Внёс вклад в развитие понятийно-терминологического аппарата этнопедагогики. Предложил оригинальные трактовки понятий «народная педагогика», «народное воспитание», «этническая педагогика».
Рассматривает этнопедагогику как средство этнокультурного формирования личности, а также как универсальный инструмент образовательного процесса через реализацию принципа культуросообразности.

## Общественное признание и награды
В 2024 году награждён медалью Франциска Скорины — высшей государственной наградой Беларуси в области науки, образования и культуры — за вклад в развитие педагогической науки.
Также удостоен епархиальных наград Туровской епархии за вклад в духовно-нравственное воспитание молодёжи.

## Личная жизнь
Отец пятерых детей. В интервью подчёркивает важность семейных ценностей и роль традиций в формировании личности.
Активно выступает за сохранение и развитие белорусской культуры и традиций, призывая молодёжь ориентироваться на национальное наследие.

## Современная деятельность
Продолжает преподавательскую и научную работу, принимает участие в международных конференциях по вопросам этнопедагогики и сохранения культурного наследия.